# Termometria
Termometria – gałąź fizyki, która zajmuje się pomiarami temperatur oraz konstrukcją przyrządów do pomiarów temperatur (termometr) i ich wykorzystywania w nauce oraz technice.